# Eublemma argyromorpha
Eublemma argyromorpha is een vlinder van de familie van de spinneruilen (Erebidae). De wetenschappelijke naam van deze soort is voor het eerst voorgesteld door Hermann Hacker en Aidas Saldaitis in een publicatie uit 2011.
De soort komt voor in Jemen.